# 薄型缩小尺寸封装

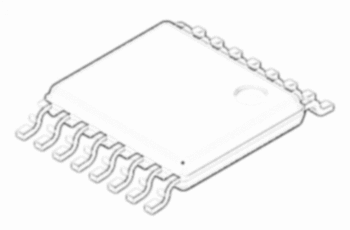
16引脚TSSOP封装图纸

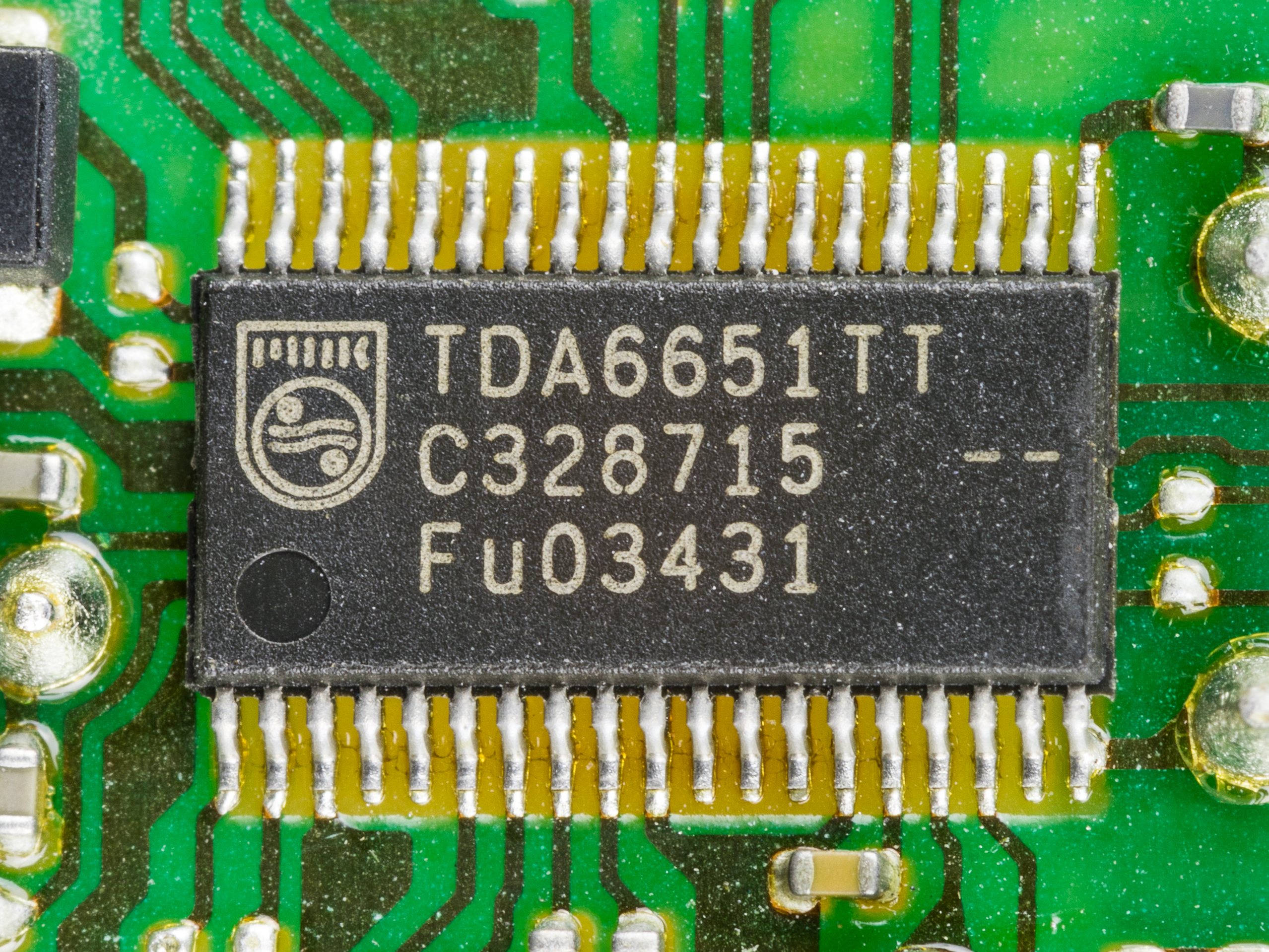
采用TSSOP封装的飞利浦TDA6651TT

薄型缩小尺寸封装（英语：Thin Shrink Small Outline Package，缩写为 TSSOP）是一种矩形塑料表面贴装式集成电路封装，采用鸥翼型引脚。

## 应用
TSSOP封装适用于对安装高度要求在1毫米或以下的应用场景。它被广泛应用于模拟和运算放大器、控制器与驱动器、逻辑器件、存储器、射频/无线设备、磁盘驱动器、视频/音频设备以及消費電子產品等领域。

## 物理特性
TSSOP封装相比标准SOIC封装具有更小的封装本体和更细的引脚间距。与引脚数量相同的TSOP相比，TSSOP封装也更小更薄。其本体宽度通常为3.0毫米、4.4毫米或 6.1毫米，引脚数量从8脚至80脚不等，引脚间距为0.5毫米或0.65毫米。

## 裸露焊盘
部分 TSSOP 封装具有裸露焊盘，这是位于封装底部的一个矩形金属焊盘。该焊盘通过焊接于印制电路板上，实现封装内部热量向PCB的传导。在多数应用中，裸露焊盘通常连接至地线。

### HTSSOP
带散热片的薄型缩小尺寸封装（英语：Heat Sink Thin Shrink Small Outline Package，缩写为 HTSSOP）是德州仪器对带有底部裸露焊盘的TSSOP封装的命名方式。也有部分其他制造商采用相同的命名。

## 相关
- IC封装类型列表
- 小尺寸集成电路

## 相似封装类型
- 缩小尺寸封装
- 迷你小尺寸封装
- 小尺寸集成电路